# Haus Arafna
Haus Arafna is een Duitse power electronics formatie die begin jaren negentig werd opgericht door het echtpaar Arafna. Het is de bekendste band van het label Galakthorrö.
Hun muziek wordt gekenmerkt door simpele vierkwartsritmes, zware distortion en geschreeuwde teksten die voornamelijk misantropie als thema hebben.
Onder de naam 'November növelet' brengt Haus Arafna minder agressieve minimale synthmuziek uit.
De naam 'Haus Arafna' komt uit een brief uit 1941 van Friedrich Mennecke aan zijn vrouw.

## Discografie
- Sex U Mas (1993) (7 inch)
- Take One - Get Two (1995) (7 inch, split)
- Blut/Trilogie Des Blutes (1996) (cd)
- Children Of God (1998) (cd) (heruitgegeven in 2000)
- The Last Dream Of Jesus (1998) (7 inch)
- Für Immer (2000) (7 inch)
- Butterfly (2003) (lp/cd)
- Blut/Trilogie Des Blutes + Nachblutung (2006) (cd) (een heruitgave van de cd uit 1996, met bonusnummers)
- You (2010) (lp/cd)
- New York rhapsody (2011) (lp/cd)
- All I Can Give (2013) (7 inch)
- Asche (2020) (lp/cd)

## Compilatiealbums
- The Singles 1993-2000 (2003) (cd) (Heruitgave met de nummers van de volgende singles: Sex U Mas, Take one - get two, The last dream of Jesus, Für immer)
- Kosmoloko (2004) (lp/cd) (2 nummers van elk van de volgende bands: Haus Arafna, Subliminal, Karl Runau, Maska genetik, November növelet)
- Kosmoloko 2 (2012) (lp/cd) (2 nummers van elk van de volgende bands: November növelet, Subliminal, Herz Jühning, Hermann Kopp, Haus Arafna)

1. ↑  Geschiedenis van Haus Arafna